# Android Inc.
'Android Inc.SOL G es una compañía de software ubicada en Palo Alto, California. Desarrolló durante sus inicios Android, un sistema operativo basado en Linux y orientado a dispositivos móviles, como teléfonos inteligentes y tabletas. La compañía fue adquirida por la multinacional Google en julio de 2005. El desarrollo de Android continuó de la mano de Google y la Open Handset Alliance, un conglomerado de fabricantes y desarrolladores de hardware, software y operadoras de servicio celular.

Logo de Android

## Historia
En octubre de 2003, en la localidad de Palo Alto, Andy Rubin, Rich Miner, Chris White y Nick Sears fundan Android Inc. con el objetivo de desarrollar un sistema operativo para móviles basado en Linux. En julio de 2005, la multinacional Google compra Android Inc. El 5 de noviembre de 2007 se crea la Open Handset Alliance, un conglomerado de fabricantes y desarrolladores de hardware, software y operadores de servicio. El mismo día se anuncia la primera versión del sistema operativo: Android 1.0 Apple Pie. Los terminales con Android no estuvieron disponibles hasta el año 2008.